# Brahim Nekkach
Brahim Nekkach, nació el 5 de febrero de 1982 (43 años) en Casablanca, es un futbolista marroquí que juega en la posición de centrocampista en el Wydad de Casablanca, su club formador.

## Palmarés
Wydad Athletic Club
- Campeonato de Marruecos
  - Campeón : 2015